# Allied Force hadművelet
Jugoszlávia bombázása, hivatalos fedőnevén: „Allied Force” hadművelet a NATO egyik légi hadművelete volt a délszláv háborút követő koszovói háború idején, a jugoszláv haderő ellen, az USA-ban Noble Anvil hadműveletnek nevezték. Célja a jugoszláv haderők Koszovóból való kivonásának kikényszerítése a jugoszláv kormányzattól. Ez volt a második nagyobb koalíciós hadművelet a NATO történetében, az 1995 őszi Deliberate Force hadműveletet követően.